# Cédric Fofana
Cédric Fofana (Montréal, 15 settembre 2003) è un tuffatore canadese.

## Biografia
Ha iniziato a praticare i tuffi con il club Rouge et Or.
Nel 2018 Fofana ha ottenuto i suoi primi successi a livello giovanile su scala internazionale, vincendo la medaglia di bronzo nella categoria 14-15 anni nel concorso dei tuffi dal trampolino 3 metri ai mondiali junior di Kiev in Ucraina, stabilendo anche il record canadese.
Ha debuttato negli eventi senior all'età di 15 anni.
Nel luglio 2021, ha vinto la gara individuale di trampolino da 3 metri alle qualificazioni olimpiche canadesi, guadagnando un posto ai Giochi olimpici estivi di Tokyo 2020, nel corso dei quali è stato eliminato nel turno preliminare con il 29º posto in classifica.

## Palmarès
- Mondiali giovanili

Kiev 2018: bronzo nel trampolino 3 m categoria 14-15 anni;